# هوگو لوتشر
هوگو لوتشر (انگلیسی: Hugo Loetscher; ۲۲ دسامبر ۱۹۲۹ – ۱۸ اوت ۲۰۰۹) نویسنده، روزنامه‌نگار، مترجم، منتقد ادبی، و مقاله‌نویس اهل سوئیس بود.